# Gallirallus striatus
El rascón rufigrís (Lewinia striata, anteriormente Gallirallus striatus) es una especie de ave en la familia Rallidae.

## Distribución
Se lo encuentra en el subcontinente indio y el sureste de Asia. Se reproduce en julio cerca de Dehradun en la base de los Himalayas.
|                                                           |
| Ilustraciones de rascón rufigrís por Edward Neale c. 1890 |

|                                                                      |
| Rascón rufigrís en las islas del este de Calcuta, West Bengal, India |

|                                                               |
| Rascón rufigrís en los humedales de Vasai, Maharashtra, India |